# Купавна (станция)
Купа́вна — железнодорожная станция Горьковского направления Московской железной дороги в Богородском городском округе Московской области. Входит в Московско-Курский центр организации работы железнодорожных станций ДЦС-1 Московской дирекции управления движением. По основному характеру работы является промежуточной, по объёму работы отнесена ко 2 классу.
К югу от станции вдоль неё проходит граница Богородского городского округа с микрорайоном Купавна города Балашихи (до 2004 года дачного посёлка). К востоку от станции находится микрорайон Вишняковские дачи города Электроугли Богородского г.о.
Станция расположена в 30 км от Курского вокзала, время движения от вокзала — около 42 минут.
В сентябре 2021 года завершилась капитальная реконструкция платформы.

## История
Станция основана в 1898 году и имела название товарный «Пост 27-й версты» Нижегородской железной дороги, позже — «Пост Купавна», а с 1916 года просто «Купавна». Название станция получила по фабричному селу Старая Купавна, которое она в то время обслуживала.

## Инфраструктура

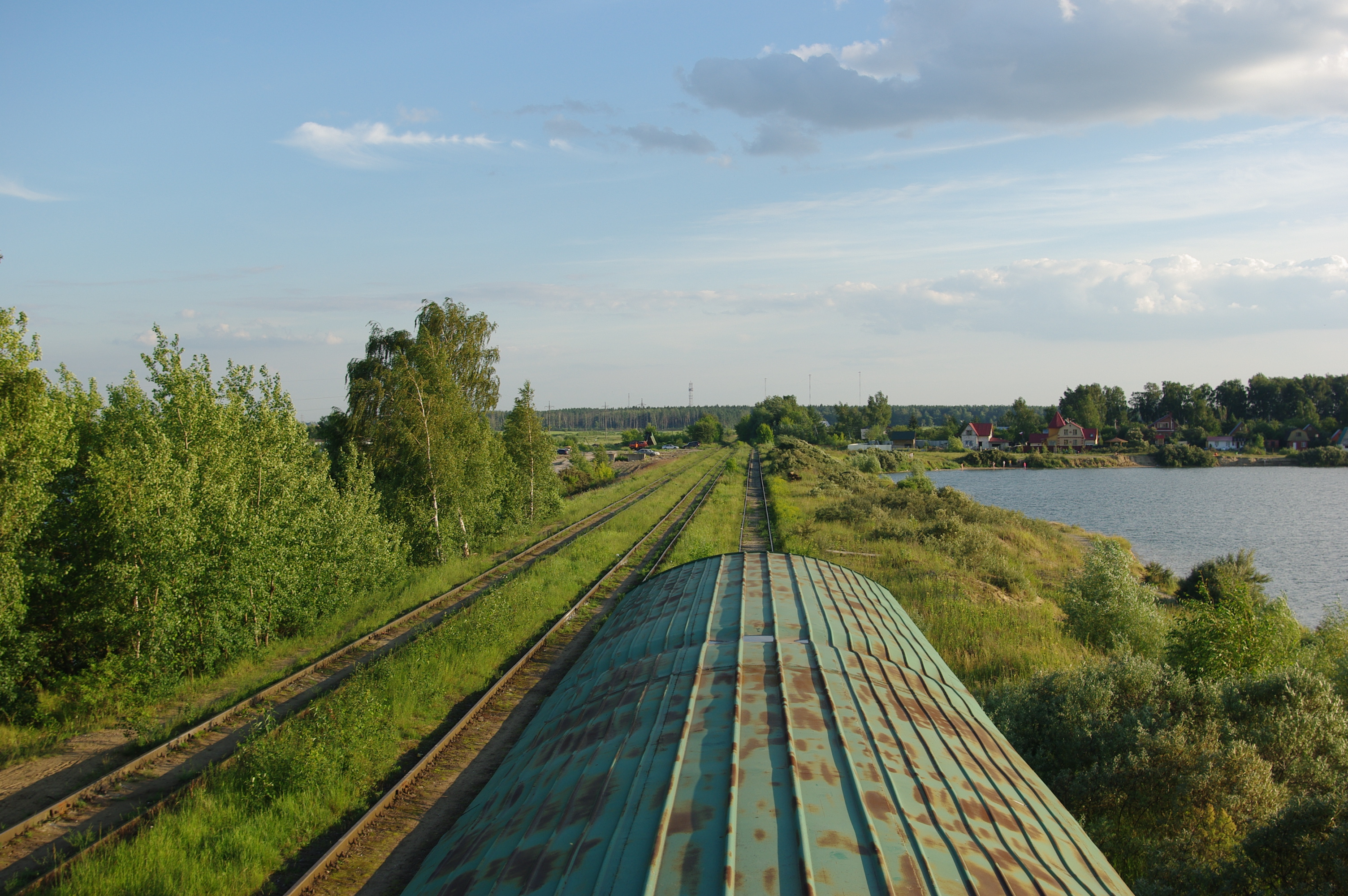
Железнодорожная ветка в Купавне

Станция Купавна промежуточная, присвоен второй класс. На станции две пассажирских платформы, соединённых только настилом через пути. Не оборудована турникетами. К югу от платформы — микрорайон Купавна. На станции 2 главных пути, 3 приёмоотправочных. На север отходит соединительная ветка с 3 участком Ногинского ППЖТ. Также имеются пути рельсосварочного поезда РСП-18, предприятие ОПМС-68.
Согласно проекту трассы высокоскоростной железнодорожной магистрали Москва — Казань, от станции Купавна линия ВСМ, идущая от Курского вокзала в границах землеотвода ныне существующей железной дороги, будет делать ответвление в сторону Ногинска и проходить в новом, специально выделенном коридоре.

## Железнодорожные происшествия
5 сентября 1975 года электропоезд ЭР1-219, следовавший по маршруту Захарово — Москва, проезжая стрелочный перевод в чётной горловине станции Купавна, столкнулся с боковой частью 8 вагона грузового поезда, следовавшего в обратном направлении. Грузовой поезд разорвало, его вагоны стали наталкиваться на вагоны электропоезда. В результате крушения 18 человек погибло, 35 было ранено.